# Parthenocissus dalzielii
Parthenocissus dalzielii es una especie de planta trepadora perteneciente a la familia Vitaceae. Se encuentra en el Este de Asia y Sudeste de Asia. 

## Descripción
Parthenocissus dalzielii crece con tres hojas anchas de color verde desde abril a julio. Se adhiere bien a las paredes y superficies inclinadas. Tiene pequeños frutos que parecen uvas y son de color azul oscuro casi negro cuando están maduros.

## Distribución
En China se encuentran en Anhui, Fujian, Guangdong, Guangxi, Henan, Hubei, Hunan, Jiangsu, Jiangxi, Sichuan and Zhejiang. Es usado en Hong Kong por el gobierno como parte de la estabilización de taludes.

## Taxonomía
Parthenocissus dalzielii fue descrita por Gagnepain y publicado en Notulae Systematicae. Herbier du Museum de Paris 2: 11, en el año 1911.
Sinonimia
- Landukia landuk Planch.
- Parthenocissus landuk Gagnep.
- Vitis landuk Miq.[4]